# Мартынов, Евгений Васильевич
Евгений Васильевич Мартынов (1924—2005) — полковник Советской Армии, участник Великой Отечественной войны, Герой Советского Союза (1945).

## Биография
Евгений Мартынов родился 12 февраля 1924 года в селе Чернеево (ныне — Дмитровский район Московской области). В 1935 году переехал в Москву, где окончил девять классов школы и аэроклуб. В сентябре 1941 года Мартынов был призван на службу в Рабоче-крестьянскую Красную Армию. В мае 1943 года окончил Чугуевское военную авиационную школу лётчиков. С октября того же года — на фронтах Великой Отечественной войны.
К концу войны гвардии лейтенант Евгений Мартынов командовал звеном 98-го гвардейского отдельного разведывательного авиаполка Военно-воздушных сил РККА. За время своего участия в боях он совершил 199 боевых вылетов на воздушную разведку и аэрофотосъёмку наземных сил и объектов противника.
Указом Президиума Верховного Совета СССР от 18 августа 1945 года за «мужество и героизм, проявленные в боях» гвардии старший лейтенант Евгений Мартынов был удостоен высокого звания Героя Советского Союза с вручением ордена Ленина и медали «Золотая Звезда».
После окончания войны Мартынов продолжил службу в Советской Армии. В 1949 году он окончил Высшие офицерские лётно-тактические курсы, в 1955 году — Центральные лётно-тактические курсы. В ноябре 1964 года в звании полковника Мартынов был уволен в запас. Проживал и работал в Москве.
Скончался 13 мая 2005 года, похоронен на Измайловском кладбище Москвы.
Был также награждён двумя орденами Красного Знамени, орденом Александра Невского, двумя орденами Отечественной войны 1-й степени, орденом Красной Звезды, рядом медалей и иностранных наград.